# Simplement compliqué
Simplement compliqué est une pièce de théâtre en un acte et trois scènes de l'écrivain et dramaturge autrichien Thomas Bernhard, éditée en 1986.
La pièce est composée de deux personnages :
- Lui, un vieil acteur, le personnage principal de la pièce.
- Catherine, neuf ans, le second personnage qui ne dira presque rien de toute la pièce.